# Ophyx tenebrica
Ophyx tenebrica là một loài bướm đêm trong họ Erebidae.